# الفأس الذهبية (لعبة فيديو)
الفأس الذهبية أو قولدن اكس

(بالإنجليزية:Golden Axe) لعبة فيديو من تطوير سيجا واو ونشر سيجا تم طرحها في الأسواق لأول مره في 23 ديسمبر 1989 في اليابان وفي 22 ديسمبر 1989 في أمريكا الشمالية وفي اوروبا في 30 نوفمبر 1990 وتعمل اللعبة على جهاز ميجا درايف.

## القصة
تدور أحداث لعبة "الفأس الذهبية" على جهاز ميجا درايف حول ثلاث شخصيات رئيسية، هم المحاربون أكس باتلر «Ax Battler» وَهو محارب قويّ يسعى للانتقام لمقتل عائلته، وَجيليوس ثاندهيد «Gilius Thunderhead» وَهو قزم ذو قدرات سحرية يسعى للانتقام لمقتل شقيقه، وَتايريس فلير «Tyris Flare» وَهي مُحاربة تمتلكُ سحر النار وَتهدف إلى إنقاذ صديقتها المخطوفة، الأميرة.
يقوم هؤلاء الأبطال بالتصدي لقوى الشر التي يقودها الساحر الشرير ديث آدر «Death Adder»، الذي اختطف الأميرة وَأطلق العنان للوحوش في أنحاء المملكة. يسعى اللاعبون في مغامرتهم للتغلب على الأعداء وَاستعادة السلام في العالم، من خلال مزيج من الهجمات القتالية، وَالتعاويذ السحرية، وَالأسلحة المختلفة. تحتوي اللعبة على عدة مراحل، حيث يجب على اللاعبين مواجهة وحوش وَمرتزقة متنوعة وَتحديات صعبة، مما يضيف عنصر الإثارة إلى التجربة. تعتمد "الفأس الذهبية" على أسلوب القتال الجانبي، مما يجعلها واحدة من الألعاب الكلاسيكية التي حازت على شعبية كبيرة في زمنها.

## روابط خارجية
- الفأس الذهبية على موقع IMDb (الإنجليزية)